# Rochdale AFC
Rochdale AFC is een Engelse voetbalclub uit Rochdale, Greater Manchester.

## Geschiedenis
Rochdale AFC werd in 1907 opgericht en sloot zich bij de Manchester League aan datzelfde jaar alvorens in 1908 over te stappen naar de Lancashire Combination. Na de kampioenstitel in 1911 stelde de club voor aan de Football League om een derde klasse op te richten maar dit voorstel werd afgewezen. Na de Eerste Wereldoorlog werd de League uitgebreid en deed Rochdale een aanvraag maar werd opnieuw afgewezen. Uiteindelijk werd de club toegelaten toen in 1921 de Football League Third Division North opgericht werd. De eerste wedstrijd werd met 6-3 gewonnen tegen Accrington Stanley, dit bleek echter beginnersgeluk want Rochdale werd laatste en moest een aanvraag indienen om herverkozen te worden. Rochdale slaagde er niet in om te promoveren en bleef in de Third Division spelen. In 1959 degradeerde de club voor het eerst naar de vierde klasse, die één seizoen eerder was opgericht. In het seizoen 1961/62 bereikte de club wel de finale van de strijd om de League Cup, waarin het verloor van Norwich City. Het duurde tot 1969 voordat Rochdale kon terugkeren en standhouden tot 1974.
Sinds het seizoen 1974/75 speelt de club in de kelder van de Football League, die achtereenvolgens Fourth Division, Third Division en League Two heette. Dit is het langste dat een club achtereenvolgens in de vierde klasse speelde en soms wordt deze klasse dan ook wel de Rochdale-Division genoemd. In 1962 haalde de club wel de finale van de League Cup, de eerste keer dat een vierdeklasser een grote bekerfinale speelde en verloor van Norwich City. In 2004 werd degradatie net vermeden. Het volgende seizoen verliep heel wat vlotter met een 5de ronde in de FA Cup waarin clubs als Preston North End en Coventry City aan de kant gezet werden. In de 5de ronde waren de Wolves echter te sterk.
Op 26 mei 2008 speelde Rochdale de finale van de play-offs voor promotie naar League One. Hierin bleek Stockport County te sterk met 3-2. Een jaar later verloor de ploeg in de play-offs van Gillingham. Zodoende trad Rochdale in het seizoen 2009-2010 voor de 36ste keer op rij aan in League Two. Vanaf het seizoen 2010/2011 speelde de club weer in de Football League One, nadat Rochdale als derde was geëindigd in de competitie. Het seizoen 2011/12 werd echter met de laatste plaats afgesloten, waardoor de club direct terug degradeerde naar de League Two. In het seizoen 2013/14 behaalde Rochdale na een spannend competitieslot met Chesterfield FC en Scunthorpe United de 3e plaats en promoveerde daardoor weer naar de Football League One. Na het succesvolle seizoen 2014-2015 waarin de club als 8e eindigde en op 6 punten na de promotie playoffs miste ging het daarna langzaam maar zeker steeds slechter. Aan het einde van het seizoen 2020/21 waren ze 21e en degradeerden direct naar de League Two. 22 april 2023, na een verlies van 1-0 tegen Stockport County degradeerde de club uit de Football League, na hier 102 jaar onafgebroken actief in te zijn geweest.

## Eindklasseringen vanaf 1946/47
- 1947 6e
Third Division North / South
- 1948 12e
Third Division North / South
- 1949 7e
Third Division North / South
- 1950 3e
Third Division North / South
- 1951 11e
Third Division North / South
- 1952 21e
Third Division North / South
- 1953 22e
Third Division North / South
- 1954 19e
Third Division North / South
- 1955 12e
Third Division North / South
- 1956 12e
Third Division North / South
- 1957 13e
Third Division North / South
- 1958 10e
Third Division North / South
- 1959 24e
Third Division
- 1960 12e
Fourth Division
- 1961 17e
Fourth Division
- 1962 12e
Fourth Division
- 1963 7e
Fourth Division
- 1964 20e
Fourth Division
- 1965 6e
Fourth Division
- 1966 21e
Fourth Division
- 1967 21e
Fourth Division
- 1968 19e
Fourth Division
- 1969 3e
Fourth Division
- 1970 9e
Third Division
- 1971 16e
Third Division
- 1972 18e
Third Division
- 1973 13e
Third Division
- 1974 24e
Third Division
- 1975 19e
Fourth Division
- 1976 15e
Fourth Division
- 1977 18e
Fourth Division
- 1978 24e
Fourth Division
- 1979 20e
Fourth Division
- 1980 24e
Fourth Division
- 1981 15e
Fourth Division
- 1982 21e
Fourth Division
- 1983 20e
Fourth Division
- 1984 22e
Fourth Division
- 1985 17e
Fourth Division
- 1986 18e
Fourth Division
- 1987 21e
Fourth Division
- 1988 21e
Fourth Division
- 1989 18e
Fourth Division
- 1990 12e
Fourth Division
- 1991 12e
Fourth Division
- 1992 8e
Fourth Division
- 1993 11e
Third Division
- 1994 9e
Third Division
- 1995 15e
Third Division
- 1996 15e
Third Division
- 1997 14e
Third Division
- 1998 18e
Third Division
- 1999 19e
Third Division
- 2000 10e
Third Division
- 2001 8e
Third Division
- 2002 5e
Third Division
- 2003 19e
Third Division
- 2004 21e
Third Division
- 2005 9e
League Two
- 2006 14e
League Two
- 2007 9e
League Two
- 2008 5e
League Two
- 2009 6e
League Two
- 2010 3e
League Two
- 2011 9e
League One
- 2012 24e
League One
- 2013 12e
League Two
- 2014 3e
League Two
- 2015 8e
League One
- 2016 10e
League One
- 2017 9e
League One
- 2018 20e
League One
- 2019 16e
League One
- 2020 18e
League One
- 2021 21e
League One
- 2022 18e
League Two
- 2023 24e
League Two
- 2024 11e
National League
- 2025 4e
National League

- Third Division
- Fourth Division
- League One
- League Two
- National League

ⓘ In 1992 invoering van de Premier League en opheffing van de Fourth Division; in 2004 opheffing van de First, Second en Third Division.

## Bekende (oud-)spelers
- Pim Balkestein
- Roland Bergkamp
- Matt Gilks
- Brian Greenhoff
- Grant Holt

## Trainer-coaches
| Van        | Tot        | Naam               | D | W | G | V |
| ---------- | ---------- | ------------------ | - | - | - | - |
| 20.08.2022 | heden      | Jim McNulty        |   |   |   |   |
| 10.07.2021 | 18.08.2022 | Robbie Stockdale   |   |   |   |   |
| 04.03.2019 | 30.06.2021 | Brian Barry-Murphy |   |   |   |   |
| 22.01.2013 | 04.03.2019 | Keith Hill         |   |   |   |   |
| 24.01.2012 | 21.01.2013 | John Coleman       |   |   |   |   |
| 20.12.2011 | 23.01.2012 | Chris Beech        |   |   |   |   |
| 01.07.2011 | 19.12.2011 | Steve Eyre         |   |   |   |   |
| 16.12.2006 | 30.06.2011 | Keith Hill         |   |   |   |   |
| 31.12.2003 | 16.12.2006 | Steve Parkin       |   |   |   |   |
| 01.06.2003 | 30.12.2003 | Alan Buckley       |   |   |   |   |
| 29.05.2002 | 07.05.2003 | Paul Simpson       |   |   |   |   |
| 01.07.1999 | 08.11.2001 | Steve Parkin       |   |   |   |   |
| 01.03.1989 | 31.01.1991 | Terence Dolan      |   |   |   |   |
| 01.07.1983 | 30.06.1984 | Brian Greenhoff    |   |   |   |   |
| 01.07.1979 | 30.06.1980 | Bob Stokoe         |   |   |   |   |
| 01.07.1977 | 30.06.1978 | Mike Ferguson      |   |   |   |   |
| 01.07.1976 | 30.06.1977 | Brian Green        |   |   |   |   |
| 01.07.1973 | 30.06.1976 | Walter Joyce       |   |   |   |   |
| 01.07.1967 | 30.06.1968 | Bob Stokoe         |   |   |   |   |
| 01.07.1958 | 30.06.1960 | Jack Marshall      |   |   |   |   |
| 01.07.1953 | 30.06.1958 | Harry Catterick    |   |   |   |   |
| 01.07.1952 | 31.05.1953 | Jack Warner        |   |   |   |   |
| 01.09.1938 | 30.06.1952 | Ted Goodier        |   |   |   |   |
| 01.10.1937 | 1.09.1938  | Sam Jennings       |   |   |   |   |
| 01.11.1935 | 1.10.1937  | Ernest Nixon       |   |   |   |   |
| 01.07.1934 | 1.11.1935  | Billy Smith        |   |   |   |   |
| 01.04.1932 | 1.01.1934  | Herbert Hopkinson  |   |   |   |   |
| 01.08.1930 | 1.12.1931  | Will Cameron       |   |   |   |   |
| 01.02.1923 | 31.07.1930 | Jack Peart         |   |   |   |   |
| 01.07.1922 | 01.02.1923 | Tom Wilson         |   |   |   |   |
| ?.04.1920  | ?.08.1923  | Billy Bradshaw     |   |   |   |   |
| 01.07.1913 | 30.06.1919 | Vince Hayes        |   |   |   |   |